# 白浜信
白濵 信（しらはま まこと、1938年（昭和13年）12月13日 - ）は、日本の政治家。前平戸市長。

## 来歴
日本統治時代の台湾生まれ。第二次世界大戦終結後、両親の出身地である上五島に引き揚げ、後に平戸に移った。長崎県立猶興館高等学校卒業後、長崎県庁に入る。県庁在職中に中央大学第二部に学び（通信教育、東京事務所勤務中は夜間部通学）、卒業資格を取得した。
1996年（平成8年）11月、油屋亮太郎平戸市長が急逝した際、後継市長選に当時、県北振興局長であった白濵の出馬を求める声が高まり、同年12月の市長選に県庁を退職し立候補、無投票当選を果たした。以後、平成の大合併による新設合併を挟んで新旧平戸市の市長を延べ4期13年間務めた。
2009年（平成21年）5月25日、同年10月18日執行の市長選に出馬せず引退することを表明。11月5日の任期満了により退任した。